# DTU Diplom (Ingeniørhøjskolen i København)
DTU Diplom (tidligere Ingeniørhøjskolen i København) er en dansk uddannelsesinstutition under Danmarks Tekniske Universitet i Ballerup.
Siden 1. januar 2013 har IHK været under Danmarks Tekniske Universitet (DTU) og skiftede i den forbindelse navn til Center for Diplomingeniøruddannelse, i kort form DTU Diplom. Den geografiske lokation hedder nu DTU Ballerup Campus.
Ingeniørhøjskolen i København (i daglig tale IHK; eng.: Copenhagen University College of Engineering) var en uddannelsesinstitution der udbød en række diplomingeniøruddannelser samt Adgangskursus og videreuddannelse.
Før fusionen udbød IHK civilingeniøruddannelser gennem et samarbejde med Aalborg Universitet. Hvis man vil læse civilingeniør efter 1. januar 2013 kan man overbygge sin diplomuddannelse fra DTU Diplom med en kandidat fra DTU Lyngby Campus eller andre institutioner.
Ingeniørhøjskolen har siden 1995 ligget i Ballerup efter tidligere at have haft til huse på Nørrebro, Herlev, Valby, København K og Amager.